# 백자유개호
백자유개호(白磁有蓋壺)는 대전광역시 유성구 구성동, 국립중앙과학관에 있는 조선시대의 백자이다. 2009년 12월 23일 대전광역시의 유형문화재 제42호로 지정되었다.

## 개요
15세기 후반에서 16세기 초반에 제작된 뚜껑 달린 조선 전기 항아리이다. 뚜껑에는 보주형 꼭지가 있고 외부사면은 3단으로 턱이 져 있다. 매우 밝은 색의 백토로 성형하였으며 잡물이 전혀 없는 최상급의 백자이다. 자화가 잘 되어 유면은 빙렬이 전혀 없으며 경도가 대단히 강하게 느껴진다.

## 참고 문헌
- 백자유개호 - 국가유산청 국가유산포털